# Vladimir Pištalo

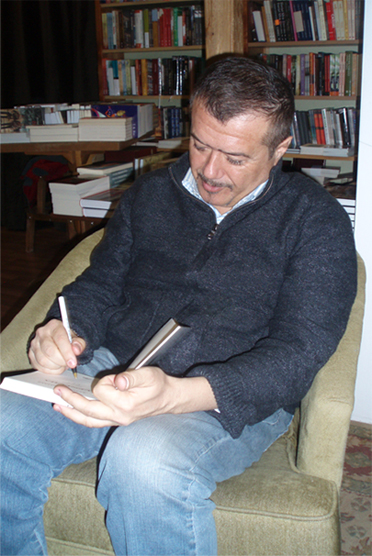
Vladimir Pištalo 2012

Vladimir Pištalo, Владимир Пиштало (* 1960 in Sarajevo, Jugoslawien) ist ein serbischer Schriftsteller, der in den USA lebt.

## Leben
Vladimir Pištalo wuchs in Mostar, Kraljevo und Belgrad auf. Er studierte Jura in Belgrad und Sarajevo. Nach 1990 schrieb er für das Belgrader Nachrichtenmagazin Vreme.
Pištalo emigrierte 1993 in die USA. Er wurde an der University of New Hampshire mit der Dissertation Juggling with Three Identities: Serbian, Yugoslav, and American Identities Among the American Serbs, 1900-2000 in amerikanischer Geschichte  promoviert. Er unterrichtet Geschichte am Becker College in Worcester, Massachusetts. Pištalo war auch als Gastprofessor in Belgrad tätig. Er schreibt gelegentlich für die Belgrader Zeitungen Politika und B92.net.
Pištalo hat vier Romane, einige Novellen und Kurzgeschichten, sowie mehrere Sachbücher in Serbien veröffentlicht.  Seine Romanbiografie über Nikola Tesla erhielt 2008 in Serbien den NIN-Literaturpreis und wurde dort ein Bestseller. Sein Roman Venedig stand 2011 auf der Shortlist des NIN-Preises.

## Werke (Auswahl)
- Slikovnica. Sachbuch, 1981
- Noći. Sachbuch, 1986
- Manifesti. Sachbuch, 1986
- Corto Maltese. Novelle, 1987
- Kraj veka. Sachbuch, 1990
- Vitraž u sećanju. Kurzgeschichten, 1994
- Priče iz celog sveta. Kurzgeschichten, 1997
- Milenijum u Beogradu. Roman, 2000
  - Millennium in Belgrad. Aus dem Serb. von Brigitte Döbert. Berlin : Dittrich, 2011
- O čudu. Roman, 2002
- Tesla, portret medju maskama. Roman, 2008
- Venecija. Roman, 2011